# 1779 a tudományban
Az 1779. év a tudományban és a technikában.

## Csillagászat
- március 23. - Edward Pigott felfedezi a Feketeszem-galaxist
- május 5. - Barnabus Oriani felfedezi az Messier 61 nevű galaxist a Szűz csillagképben.

## Technika
- Elkészül az Iron Bridge, az első teljesen vasból készült híd.

## Díjak
- Copley-érem: nem került kiosztásra

## Születések
- január 5. - Zebulon Pike felfedező († 1813)
- augusztus 7. - Louis de Freycinet felfedező († 1842)
- augusztus 20. - Jöns Jakob Berzelius kémikus († 1848)

## Halálozások
- február 14. - James Cook felfedező (* 1728)
- november 16. - Pehr Kalm botanikus (* 1716)